# Idoia Lopez Riaño
Idoia López Riaño és una exintegrant del grup armat ETA que es troba a la presó per l'assassinat de 23 persones (crims realitzats entre 1984 i 1986). Va ser expulsada d'ETA després acollir-se a l'anomenada "Via Nanclares" i signar un document demanant perdó a les seves víctimes. Va rebre el sobrenom policial de "La Tigressa", encara que el seu àlies real a ETA era "Margarita".

## Biografia
Va néixer a Sant Sebastià el 18 de març de 1964, filla de pares de Salamanca, tot i que es va criar a Errenteria. Va ingressar a ETA l'any 1984, any en què va cometre també el seu primer crim.
Entre els atemptats que se li atribueixen hi ha el que va perpetrar amb cotxe bomba a la plaça de la República Dominicana (Madrid) el 1986, que va matar dotze guàrdies civils. Va ser detinguda a França el 1994 i extradida a Espanya el 9 de maig de 2001. Va ser condemnada a 2000 anys de presó per assassinar 23 persones.
S'ha casat dues vegades: amb Juan Ramón Rojo, el 2004, i, posteriorment, amb Joseba Arizmendi Oiartzabal.
Al novembre de 2011 va ser expulsada del col·lectiu oficial de presos d'ETA després de signar el document exigit pel Ministeri de l'Interior per acollir-se a les mesures individualitzades que permetien progressar de grau. Aquesta expulsió es va produir un mes després que ETA anunciés el cessament definitiu de la violència.
Va sortir en llibertat al juny del 2017, un cop va complir totes les seves condemnes.